# Andreas Hofer (Komponist)
Andreas Hofer (* 1628 oder 1629 in Reichenhall, heute Bad Reichenhall; † 25. Februar 1684 in Salzburg) war ein Komponist und Hofkapellmeister in Salzburg.

## Leben
Andreas Hofer war der Sohn des späteren Gerichtsprokurators Christoph Hofer (* ~1582; † 25. März 1656 in Salzburg) und wurde 1628 oder 1629 in Reichenhall in Bayern geboren, was der Musikwissenschaftler Karl Weinmann 1918 nachweisen konnte. Bis dahin war angenommen worden, dass Hofer aus der Steiermark stammte. 1643 nahm er das Theologiestudium an der Universität Salzburg auf und erhielt zur gleichen Zeit seine musikalische Ausbildung, wahrscheinlich durch den Hofkapellmeister Abraham Megerle. Hofer übernahm 1651 die Stelle des Organisten in der Benediktinerabtei St. Lambrecht in der Steiermark. Am 12. Juni 1653 wurde er zum Priester geweiht. Nach Salzburg zurückgekehrt, berief ihn der Erzbischof 1654 zum Vizekapellmeister und Chorvikar. Zeitweise unterrichtete er am Kapellhaus, einer seiner Schüler war Johann Baptist Samber. Am 12. Januar 1679 ernannte ihn Erzbischof Max Gandolph Graf von Kuenburg zum Hofkapellmeister.
Hofer ist als Komponist ein bedeutender Vertreter des mehrchörigen vokal-instrumentalen Kirchenstils des 17. Jahrhunderts. Er konnte mit seinen Werken den Ruf der international angesehenen Salzburger Hofkapelle festigen. Andreas Hofer ist zusammen mit Abraham Megerle Wegbereiter für die Hochblüte mehrchöriger Musikpflege am Salzburger Dom. Sein Kompositionsstil wurde von seinem Amtsnachfolger Heinrich Ignaz Franz Biber in der berühmten 53-stimmigen Missa Salisburgensis ins Überdimensionale gesteigert. Die Vermutung, dass Hofer der Schöpfer dieses Werkes sein könnte, hat sich nicht bestätigt.
Andreas Hofer starb am 25. Februar 1684 in Salzburg und wurde in der Stiftskirche St. Peter in der Seitenkapelle am Rupertusgrab beigesetzt.
Die größte Sammlung seiner Werke findet sich im Archiv der Burg Kroměříž.

## Werke
- Missa „Valete“. Altötting: Coppenrath, 1990.
- Psalmi brevi. Wien: Universal Edition, 1979.
- Salmi con una voce. Salzburg: Katzberger, 1654.
- Te Deum. Wien: Universal Edition, 1969.
- Ver sacrum seu flores musici. Salzburg: Mayr, 1677.
- Missa Archi Episcopalis: Noten und Audiodateien im International Music Score Library Project. Herausgegeben von Werner Jaksch 2009.